# Helsingborgs stadstrafik

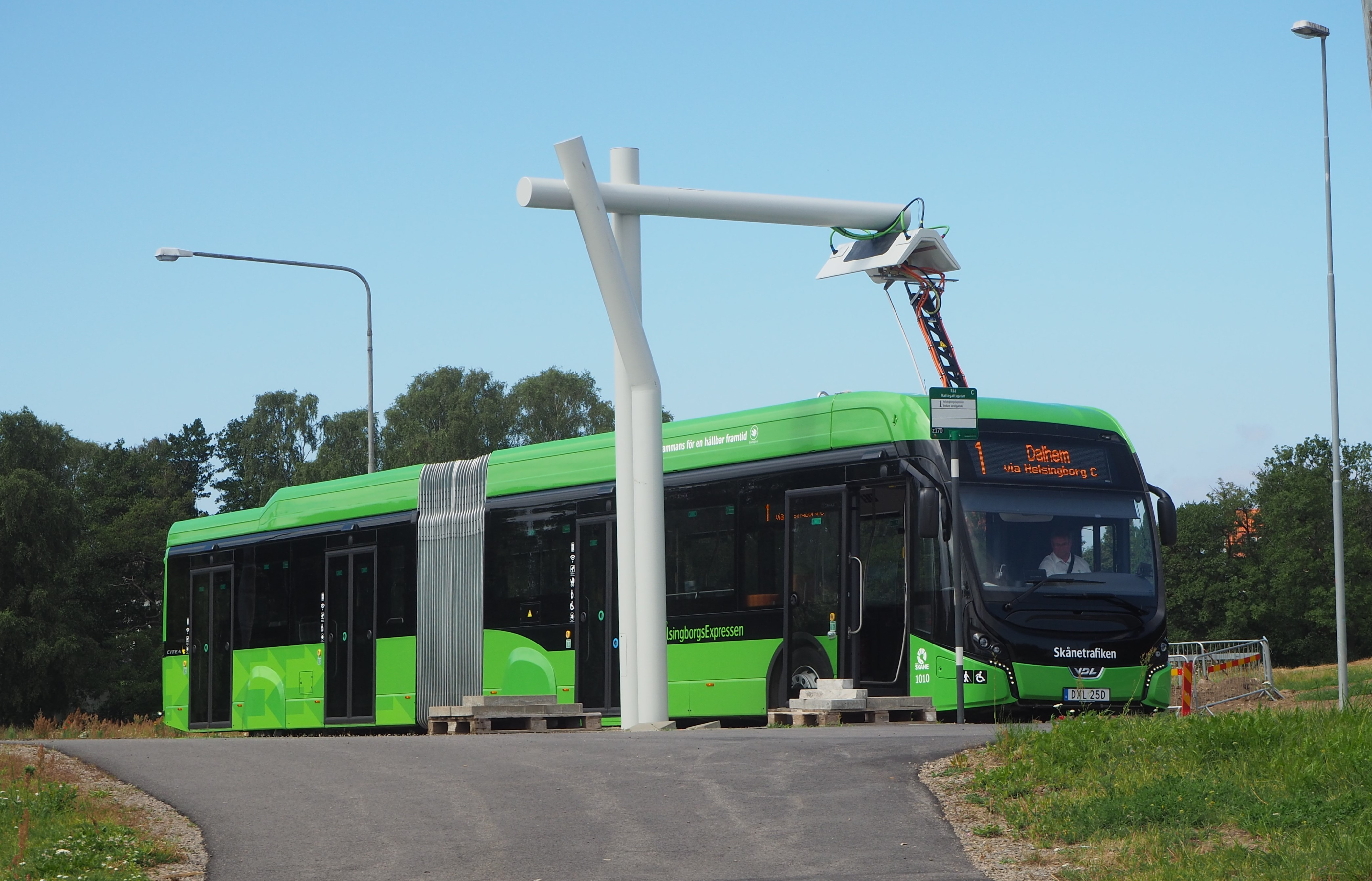
HelsingborgsExpressen som infördes 2019.

Helsingborgs stadstrafik består numera endast av ett stadsbussnät som sedan 2005 drivs av Skånetrafiken, först genom bussföretaget Arriva, från 2013 till sommaren 2019 av Nobina och sedan åter av Arriva (sedan 2022 VR Sverige). Juni 2019 byttes de gamla bussarna ut mot nya modernare bussar, samt ett antal begagnade bussar från Halmstad. Fram till Skånetrafikens övertagande drevs lokaltrafiken av kommunen under namnet Helsingborgstrafiken. Trafiken utfördes av Swebus.
Tidigare fanns även spårvagnar i staden, men dessa lades ner i och med högertrafikomläggningen 1967. Planer finns att åter införa spårvagnstrafik.

## Verksamhet
Huvudman för stadstrafiken i Helsingborg är sedan 1997 Skånetrafiken och drevs från starten 2005 av trafikbolaget Arriva och från 2013 till 2019 av Nobina, dock övertog Arriva åter trafiken till sommaren 2019. Den 24 mars 2022 köptes Arriva Sverige upp av VR Group. Och 1 juli 2022 togs företaget över av VR Group och det bytte namn till VR Sverige AB. Helsingborgs kommun, Skånetrafiken och Arriva ingick 2004 ett avtal kallat "Bussvision 2014", vars syfte är att få fler att åka kollektivt genom att öka turtätheten, förbättra busshållplatserna, skapa särskilda körfält för bussar alternativt bussgator och ge bussarna företräde vid stoppljus i högtrafikerade korsningar. Målet är att fördubbla antalet resande till 15,2 miljoner år 2014 och därigenom förbättra miljön och luftkvaliteten i centrum.
Traditionellt sett har fordonen i Helsingborgs stadstrafik haft blå färgsättning, vilket var den färg som spårvagnarna hade då de gick i staden. Under 1990-talet var bussarna vita med en blåröd rand längs sidan (Swebus-lackerade). Runt millennieskiftet bytte man dock tillbaka till en blå färg på bussarna, dock med en mer mörkblå ton, med ett utsnitt av stadsvapnet i vitt på bussarnas bakre del. När Skånetrafiken tog över driften den 12 juni 2005 byttes alla bussar ut mot gröna bussar, vilket ska symbolisera att bussarna kör på miljövänligt bränsle, men det är även den traditionella färgen på Malmös stadstrafik – gröna som i parkerna i "Parkernas stad".

## Linjenät

### Huvudlinjer

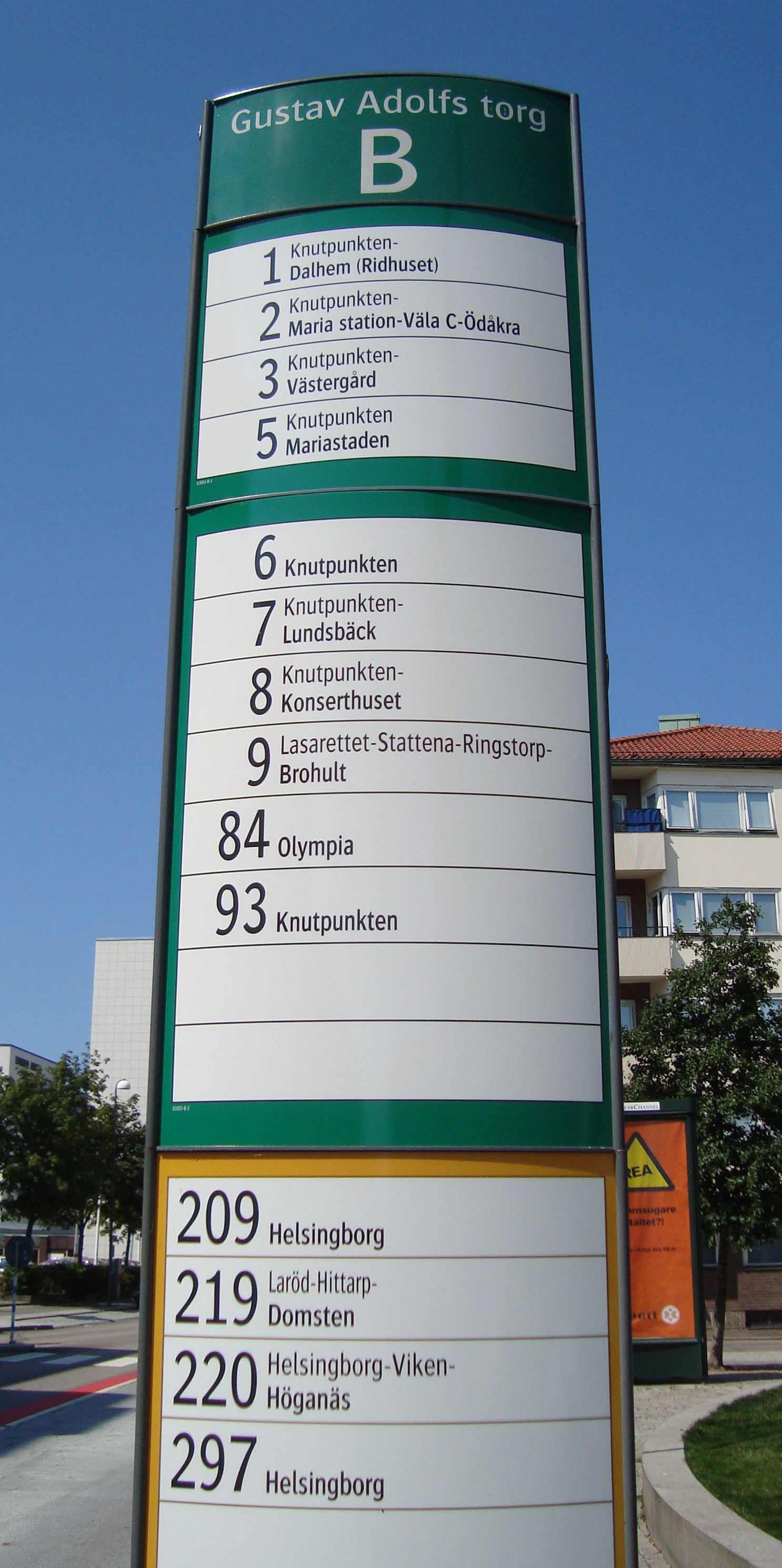
En numera utdaterad hållplatsskylt vid Gustav Adolfs torg.

| Linje | Sträckning |
| ----- | --- |
| 1     | HelsingborgsExpressen Dalhem – Helsingborg C – Råå                                                                           |
| 2     | HelsingborgsExpressen Kungshult – Maria Station – Helsingborg C – Elineberg – Östra Ramlösa (tidigare kallats Ramlösagården) |
| 4     | Västergård – Adolfsberg - Helsingborg C – Elineberg/Humlegården                                                              |
| 5     | Helsingborg C – Slottshöjden – Maria station – Berga Industriområde/Ödåkra                                                   |
| 7     | Brohult/Dalhem – Helsingborg C – Gustavslund/Långeberga                                                                      |
| 8     | Rosengården – Husensjö – Helsingborg C – Sofiero – Hittarp/Domsten                                                           |
| 9     | Mariastaden – Helsingborg C – Ramlösa station – Ättekulla – Råå                                                              |
| 22    | Väla centrum – Berga Industriområde – Helsingborg C                                                                          |

### Övriga linjer
| Linje | Sträckning                                                        |  |
| ----- | ----------------------------------------------------------------- |  |
| 21    | Berga Industriområde – Adolfsberg – Ramlösa station – Högasten    |  |
| 24    | Ramlösa Station – Elineberg – Rosengården – Dalhem – Väla centrum |  |
| 25    | Väla by/Busspunkten - Stattena – Ramlösa station                  |  |
| 26    | Tostarp – Ridhuset – Stattena – Lasarettet – Helsingborg C        |  |
| 92    | Ättekulla Industriområde                                          |  |

## Regionbussar i Helsingborg

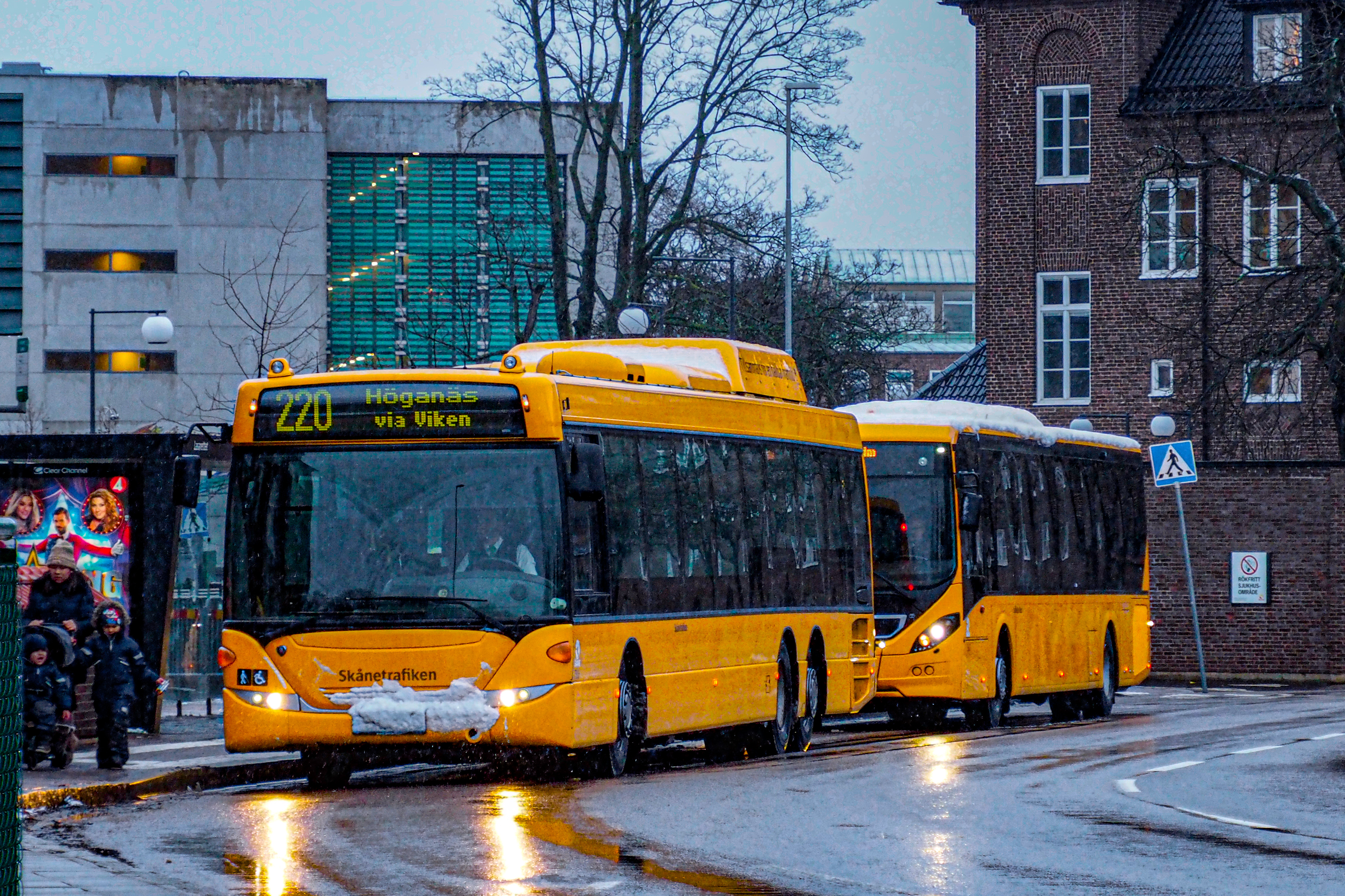
Två regionbussar i Helsingborg.

Förutom Helsingborgs stadsbussar finns det även ett flertal regionbusslinjer som förbinder Helsingborg med närliggande kommuner, men det finns även en del linjer som enbart går inom kommunen till tätorter utanför stadskärnan, som till exempel linje 219 till Rydebäck och linje 297 till Bårslöv. Sedan finns det ytterligare tre linjer som går i Helsingborgs kommun, fast utan att passera Helsingborgs centrum. Dessa linjer är 224, 225 och 260. Majoriteten av regionbusslinjerna körs av Nobina med undantag för SkE 10, 506 och 520 vilka körs av Bergkvarabuss. 
| Linje | Linjesträckning                                                       |
| 10    | SkåneExpressen Helsingborg C - Örkelljunga                            |
| 11    | SkåneExpressen Helsingborg C - Höganäs (tidigare linje 221)           |
| 218   | Helsingborg C - Rydebäck - Glumslöv - Landskrona                      |
| 219   | Helsingborg C - Rydebäck                                              |
| 220   | Helsingborg C - Viken - Höganäs                                       |
| 224   | Helsingborg Djursjukhuset - Hjälmshult - Jonstorp - Höganäs           |
| 225   | Höganäs - Jonstorp - Ängelholm                                        |
| 250   | Helsingborg C - Väla- Bjuv - Billesholm - Ekeby                       |
| 251   | Helsingborg C - Påarp - Mörarp - Bjuv - Billesholm (Endast nattrafik) |
| 260   | Ekeby - Tågarp - Landskrona                                           |
| 297   | Helsingborg C - Bårslöv                                               |
| 298   | Direktbuss Helsingborg C - Ekeby                                      |
| 299   | Helsingborg C - Bårslöv - Gantofta - Vallåkra                         |
| 506   | Helsingborg C - Väla - Ängelholm                                      |
| 520   | Helsingborg C - Väla - Hyllinge - Åstorp                              |

## Pågatåg i Helsingborg
Pågatågen har tre stopp inom Helsingborgs tätort, förutom centralstationen där pågatågen även stannar ovanför jord på Spår 5-8 nära Campus finns dessutom stationerna Maria och Ramlösa. Inom Helsingborgs kommun finns även stopp i Ödåkra, Kattarp, Påarp, Mörarp, Rydebäck, Gantofta och Vallåkra.

## Historia

### Decauvillen
Under slutet av 1800-talet hade Helsingborg expanderat så mycket, att det uppstått behov av ordnad kollektivtrafik. Tidigare de flesta delarna av staden kunnat nås till fots, men då områdena i Raus socken och Pålstorp söder om staden byggdes ut, insåg ägarna till dessa marker, konsulerna Nils Persson och August Sylvan, att förbättrade kommunikationer krävdes. Från 1870-talets början hade sträckan mellan Helsingborg och Råå trafikerats av hästomnibussar med begränsad kapacitet, och därför anlades en smalspårig järnväg, Helsingborg–Råå–Ramlösa Järnväg, även benämnd "Lilla Spöket" eller "Decauvillen", på sträckan Helsingborg-Råå-Ramlösa 1891. Denna utökades senare med stickspår till Kopparverket och Råå mekaniska verkstad. År 1906 breddades banan till normalspår och elektrifierades.

### Spårvägen
Huvudartikel: Hälsingborgs stads spårvägar
År 1899 lades ett förslag om att utreda huruvida en elektrisk spårväg skulle kunna anläggas i staden. 1902 antogs förslaget av fullmäktige och man fastslog de första två linjernas sträckning. Linje 1 skulle gå från ungefär där S:t Jörgens plats nu ligger, längs Drottning- och Järnvägsgatorna för att sedan svänga österut längs Trädgårdsgatan och sedan söderut längs Södergatan fram till den plats där denna korsas av järnvägen till Ramlösa, ungefär där brandstationen nu ligger. Linje 2 drogs från korsningen av Drottninggatan och Tågagatan för att sedan följa samma sträckning som linje 1 fram till den så kallade "Knutpunkten" (Helsingborgs centralstation), belägen där gatorna Trädgårdsgatan, Bergaliden, Södra Storgatan och Södergatan möts. Här fortsatte linje 2 österut upp för Bergaliden för att sluta vid S:t Pedersgatan. Anläggningsarbetena gick snabbt och spårvägen kunde invigas i tid till industri- och slöjdutställningen den 10 juni 1903. Därmed blev Helsingborg den tredje staden i riket att få elektrifierade spårvägar efter Stockholm (1901) och Göteborg (1902). År 1921 byggde man ut med en linje från S:t Jörgens plats österut längs Hälsovägen, som sedan svängde norrut vid Kopparmölleplatsen och följde Pålsjögatan ut till Pålsjö kyrkogård. Året efter förlängdes linje 2 norrut längs Drottninggatan för att sluta vid Pålsjö bäck. År 1924 tog spårvägen över driften av Decauvillen och samma år byggdes huvudlinjen ut till dubbelspår samtidigt som man byggde ut med en linje till Wilson Park. Därmed hade linjenätet nått sin största utsträckning. Från 50-talet kortades flera av linjerna ner och i och med högertrafikomläggningen 1967 lades hela linjenätet ner då man ansåg att ombyggnaderna skulle bli alltför dyra. Spårvägen ersattes istället av bussar.

### Busstrafik
Den första kommunala busslinjen startades 1928 och gick från Sundstorget till Kalmargatan i stadsdelen Husensjö. Länge var denna den enda reguljära busslinjen, men på 1930-talet kompletterades spårvägsnätet med busslinjer. Efter andra världskriget byggdes bussförbindelserna ut i allt högre grad, vilket ledde till minskad spårvägstrafik. Vid spårvägstrafikens upphörande 1967 ändrade Hälsingborgs stads spårvägar namn till Hälsingborgs Trafikverk (från 1971 Helsingborgs Trafikverk), vilket den 1 januari 1987 ändrades till Helsingborgs Lokaltrafik.
Hösten 1990 tillsatte Helsingborgs kommunfullmäktige ledamöter till två styrelser, dels ett renodlat kommunalt trafikföretag, dels en förvaltning för planering, upphandling och marknadsföring av kollektivtrafiken. Den nya organisationen trädde i kraft den 1 januari 1991, då Trafikstyrelsen med förvaltningen Trafikkontoret, i marknadsföringssammanhang kallat Helsingborgstrafiken, och ett kommunalt trafikföretag med namnet Helsingborgsbuss AB inrättades. Våren 1992 lades stadstrafiken ut på anbud och i konkurrens med bland andra nämnda kommunala bolag och AB Linjebuss blev det Swebus som lade det lägsta anbudet och fick överta trafiken från den 1 juli 1992 och sex år framåt, men kom att behålla denna fram till 2005. Avtalet innebar att Swebus köpte Helsingborgsbuss AB med huvuddelen av personalen, fordonen samt hela kvarteret Triangeln. Swebus kom även att ansvara för både planering, marknadsföring samt till viss del av biljettpriserna för stadstrafiken efter att trafikkontoret Helsingborgstrafiken något senare avvecklats. 
Först kördes trafiken på ett vanligt bruttoavtal, men under 1995 omvandlades avtalet först till ett incitamentsavtal och 1997 till ett nettoavtal. När den nya för Skåne gemensamma huvudmannen bildades 1997, valde Helsingborgs kommun att lämna över trafikhuvudmannaskapet till Skånetrafiken. Nettoavtalet för trafiken övergick då till Skånetrafiken att förvalta. Under 2004 upphandlades stadstrafiken igen med trafikstart sommaren 2005. Vinnande bussbolag denna gången var Arriva. Helsingborgs kommun, Skånetrafiken och Arriva har ett trepartsavtal med incitament, men Skånetrafiken har återtagit de uppdragen gällande strategisk trafikplanering, marknadsföring samt biljettpriser. 
Nettoavtalet i Helsingborg var det första av sitt slag i Sverige, och har fått en del efterföljare. Avtalsformen är dock mer komplicerad än vanliga bruttoavtal vilket ställer andra krav både på utförare men framförallt på beställaren. Nettoavtal har visat sig fungera bra för att öka resandet och sköta trafiken effektivt utifrån en given ram. Vill man öka resandet kraftigt krävs dock utbudsökningar, vilket man i så fall måste ha tagit höjd för i avtalet.

## Spårvägsplaner
I samarbete med Skånetrafiken pågår planering för spårväg i både Malmö, Lund och Helsingborg. År 2010 uttalades en ambition om att till 2018 eller 2020 skulle de första linjerna i Helsingborg kunna vara på plats, men i december 2022 finns inte någon spårväg i Helsingborg. Ett antal spårvägslinjer planeras dock i staden. Det finns också planer på en regional spårväg via Mariastaden mot Höganäs.
År 2013 blev en förstudie klar för stadsspårvägarna men ingen detaljplanering eller beslut om byggstart har gjorts. Den första linjen föreslås vara centrum-Väla. Sedan föreslås Stattena-Höganäs och slutligen centrum-Ättekulla med gren till Ramlösa. Beslutet om byggstart har inte fattats ännu 2018 utan väntar på finansiering. Det finns också politiskt motstånd. Däremot har Lund redan fått spårväg som kör från ESS - Lund Centralstation.

### Webbkällor
- Bussvision Helsingborg 2014
- Spårvagnar i Helsingborg (Helsingborgs stad)